# Phrynichos (Politiker)
Phrynichos (altgriechisch Φρύνιχος Phrýnichos; † 411 v. Chr.), Sohn des Stratonides, war ein athenischer Stratege und Politiker im Peloponnesischen Krieg. Er galt als gemäßigter Anhänger der Oligarchie und Gegner des Alkibiades. 411 v. Chr. war er am oligarchischen Staatsstreich in Athen beteiligt. Nach seiner Ermordung durch einen politischen Gegner wurde er als Landesverräter verfemt.
Phrynichos wird erstmals 422 v. Chr. in einer Komödie des Aristophanes erwähnt.
Im Sommer des Jahres 412 v. Chr. fuhr er als Stratege mit einer Flotte von 55 Schiffen und 3.500 Hopliten von Samos nach Milet, um das von Athen abgefallene Ionien wieder botmäßig zu machen. In der Schlacht von Milet vor den Mauern der Stadt siegten die Athener über die verbündeten Milesier, Spartaner und Perser. Als am nächsten Tag die Ankunft einer peloponnesisch-syrakusischen Flotte gemeldet wurde, befürwortete Phrynichos jedoch die Aufgabe der Belagerung und den sofortigen Rückzug unter Zurücklassung der Beute, womit er sich schließlich gegen seine risikofreudigeren Kollegen durchsetzte. Obwohl er die Athener damit um die Früchte des Sieges brachte, attestierte ihm der Historiker Thukydides richtige Einsicht in die nur mehr begrenzten Möglichkeiten der attischen Flotte.
Die attische Flotte kehrte nach Samos zurück, das Phrynichos angesichts der neuen maritimen Bedrohung mit einer zusätzlichen Mauer gegenüber dem Meer befestigen ließ. Gleichzeitig widersetzte er sich als einziger Stratege den Bestrebungen zur Rückberufung des Überläufers Alkibiades, den er durch eine komplizierte Intrige zu diskreditieren suchte, wobei er auch Kontakt zu dem spartanischen Seeherrn Astyochos aufnahm. Alkibiades konterte daraufhin mit dem Vorwurf des Verrats, den Phrynichos jedoch durch Hinweis auf seine tatkräftige Befestigung der Insel entkräften konnte.
In Athen brachte unterdessen der um die Rückkehr des Alkibiades bemühte Peisandros den gleichen Vorwurf auf, weil Phrynichos mit seinem Rückzug von Milet die Verbündeten Athens im karischen Iasos verraten habe. Phrynichos wusste auch diese Gefahr abzuwenden, indem er sich nach Ablauf seines Amtes als Stratege in Athen auf die Seite des Peisandros und der mit ihm verbündeten Oligarchen stellte, die im Frühjahr 411 v. Chr. die demokratische Verfassung umstürzten und eine oligarchische Herrschaft errichteten.
Phrynichos gehörte dem neuen „Rat der Vierhundert“ an, in dem er eine führende Rolle spielte. Er wurde zusammen mit dem Redner Antiphon von Rhamnus mit einer Gesandtschaft nach Sparta betraut, deren Friedensbemühungen indes scheiterten. Bei seiner Rückkehr aus Sparta wurde Phrynichos auf dem Markt von Athen von einem Streifwächter erstochen. Da sein Tod keine deutliche Gegenreaktion der Oligarchen bewirkte, fassten die Kritiker der Adelsherrschaft neuen Mut und setzten unter Führung des Theramenes und des Aristokrates die Rückkehr zu einer demokratischen Verfassung durch. Anschließend beschlossen sie auch die Rehabilitation und Rückberufung des Alkibiades.
Für das Andenken des Phrynichos gab es danach keine Gnade mehr. Sein Haus wurde verwüstet, seine Leiche unter dem Vorwurf des Landesverrats ausgegraben und über die Landesgrenzen gebracht. Sein Mörder hingegen wurde durch ein Dekret geehrt, dessen Inschrift erhalten ist.
Hauptquelle für das Leben des Phrynichos ist Thukydides 8,25–92. Der Redner Lysias 13,70–76, berichtet über seinen Tod.